# Ribeirão Claro
Ribeirão Claro é um município brasileiro do estado do Paraná. Faz divisa com Chavantes, no estado de São Paulo, cuja divisória natural é o rio Paranapanema. Sua população, conforme estimativas do IBGE de 2018, era de 10 693 habitantes.
Em 2022, a população era de 12.364 habitantes e a densidade demográfica era de 19,65 habitantes por quilômetro quadrado. Na comparação com outros municípios do estado, ficava nas posições 159 e 269 de 399. Já na comparação com municípios de todo o país, ficava nas posições 2590 e 3245 de 5570.

## História
Por volta de 1895, surgia um povoado com a denominação de Taquaral, pois é deste que agricultores e colonizadores procedentes dos Estados de São Paulo, Minas Gerais e Rio de Janeiro, cruzaram o Rio Itararé, que separa o Estado de São Paulo com o Estado do Paraná, e se instalaram em terras a margem esquerda daquele rio.
Essas terras localizavam-se na fazenda denominada Cachoeira, já habitada por poucos moradores, entre eles uma senhora fazendeira de nome Maria Ferreira, que mais tarde seria homenageada com o nome da localidade. Estes moradores resolveram se reunir e pleitearam junto ao Presidente do Estado, Francisco Xavier da Silva, a doação de 100 alqueires daquelas terras para a instalação do povoado que ia ser formado. O presidente do estado doou essa área, através de lei, para que uma vila fosse criada. Após a doação, o local "Maria Ferreira", cresceu, com novas famílias instalando-se na região e o surgimento de pequenas praças e ruelas.
Em 1897 é criado o Distrito Judiciário com a instalação do Cartório Distrital e no dia 2 de abril de 1900, o Presidente do Estado sancionou a Lei N.º 352, criando a Vila. A 22 de setembro de 1900, foi realizada a eleição para eleger o primeiro prefeito e os vereadores, que tomaram posse em 29 de setembro de 1900.
Por volta de 1895, enquanto a Vila do Espírito Santo do Itararé prosperava, um outro povoado ia surgindo com a denominação de Taquaral, onde hoje se localiza a sede do município. desde o início do vilarejo, seus pioneiros iniciaram-se no plantio do café. Assim sendo, onde hoje se situa a Fazenda Monte Claro, foram requeridas junto ao Governo do Estado, as primeiras glebas de terras, para dar início ao ciclo cafeeiro da região. O fortalecimento desta região com a produção do café, atraiu  emigrantes italianos que aportavam a todo instante em terras brasileiras. O povoado do Taquaral, localizado às margens de um rio, receberia, mais tarde, o nome de Ribeirão Claro.
Entretanto, a vila do Espírito Santo do Itararé, pela sua localização às margens do rio Itararé, e pela sua topografia totalmente plana, passou a sofrer com focos de malária, mais conhecida como maleita, e a população assustada com a epidemia, reuniu-se e resolveu transferir a sede da vila para Taquaral.
Com a decisão de que o Taquaral era o local ideal e, como a notícia se espalhou rapidamente, os moradores começaram a adquirir e levantar as moradias no local escolhido, desde casas de barro, de pau-a-pique cobertas de sapé, até outras de alvenaria. Quando essas moradias já se encontravam prontas, marcou-se a data da transferência da população, que denominou-se "Dia Da Mudança". A partir daí Taquaral cresceu e ganhou nova denominação (para Ribeirão Claro), através da Lei Estadual N.º 737 de 08 de março de 1908. A instalação deu-se no dia 13 de Maio de 1908, dia oficial da sua fundação.

## Geografia
Possui uma área de 632,782 km² representando 0,3175 % do estado, 0,1123 % da região e 0,0074 % de todo o território brasileiro. Localiza-se a uma latitude 23º11'38" sul e a uma longitude 49º45'28" oeste, estando a uma altitude de 690 metros.

### Demografia
Dados do Censo - 2010
População total: 10.678
- Urbana: 7.085
- Rural: 3.593
- Homens: 5.272
- - Homens na Área Urbana: 3.399
- - Homens na Área Rural: 1.873
- Mulheres: 5.406
- - Mulheres na Área Urbana: 3.686
- - Mulheres na Área Rural: 1.720

Índice de Desenvolvimento Humano Municipal (IDH-M): 0,747
- IDH-Renda: 0,661
- IDH-Longevidade: 0,744
- IDH-Educação: 0,837

### Hidrografia
- Usina Hidrelétrica de Chavantes

### Rodovias
- PR-151
- PR-431
- PR-218/SP-276

## Administração (2025/2028)
- Prefeito: Lisandro José Néia Baggio (UNIÃO)
- Vice-Prefeito: José Édio Gerônimo (PSB)
- Presidente da Câmara: Lindomar José Baggio (PSB)

## Turismo

### Ponte Alves Lima

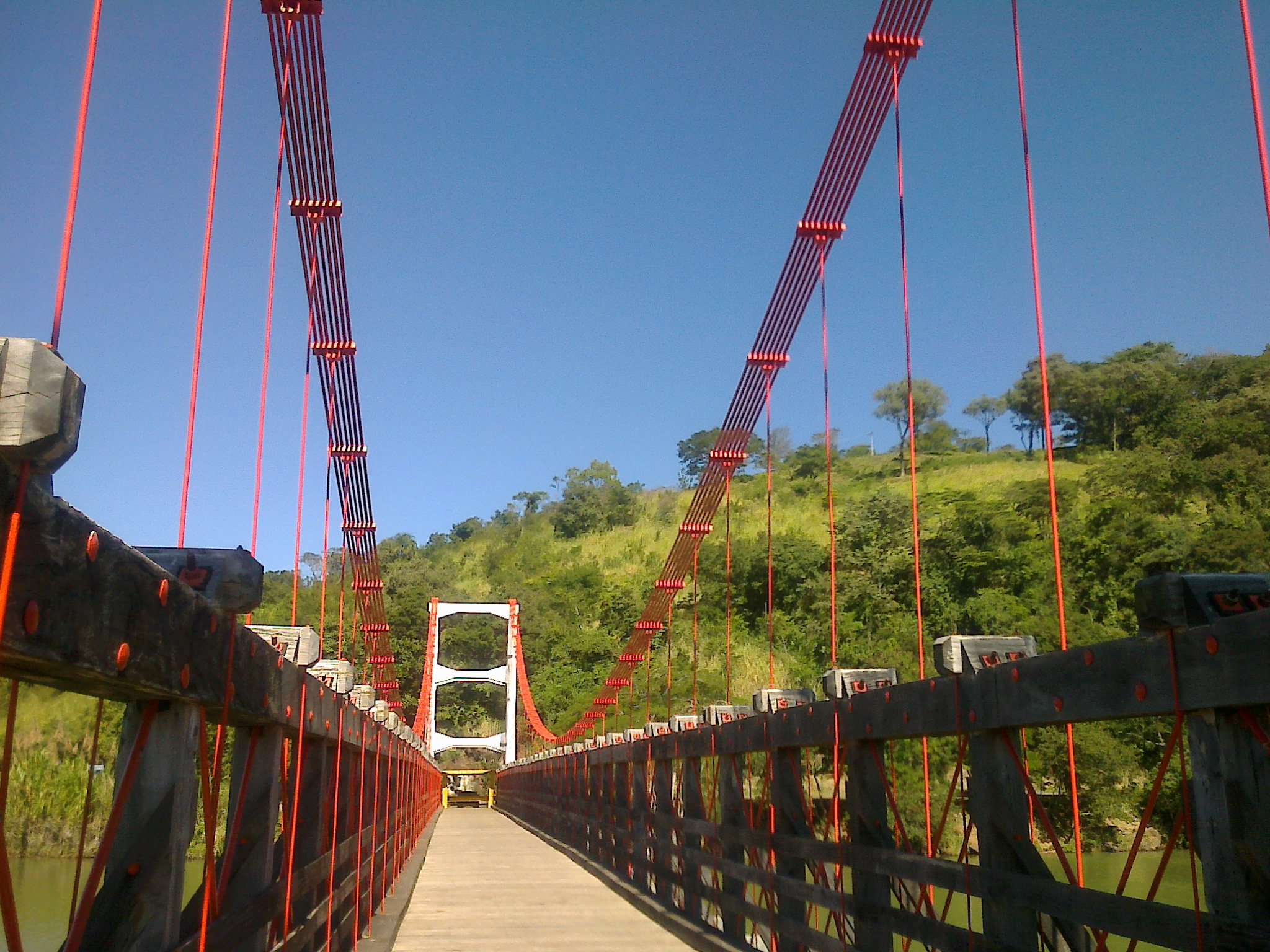
Ponte Pênsil Alves Lima em 2013

A Ponte Pênsil Alves de Lima foi inaugurada em 4 de dezembro de 1920 e está localizada entre os municípios de Ribeirão Claro (Paraná) e Chavantes (São Paulo), tombada Patrimônio Histórico por duas vezes: em 1985 pelo Conselho de Defesa do Patrimônio Histórico (Condephaat) e em 2001 pelo Conselho Estadual de Patrimônio Histórico do Estado do Paraná. Na Revolução de 1932 a ponte teve parte destruída para impedir a passagem dos gaúchos. Em 1983, uma enchente destruiu parte da ponte, mas houve a reconstrução. Na inundação da Companhia Brasileira de Alumínio, em 2011, ela voltou a ser recuperada, no entanto em novembro de 2020 um incêndio destruiu a ponte novamente, concluído que o incêndio foi criminoso.

### Morro do Gavião
O Morro do Gavião é uma imensa formação rochosa que se eleva a 850 metros acima do nível do mar e a 380 metros acima do nível da Represa de Chavantes (represa formada pela Usina Hidrelétrica de Chavantes), o que possibilita apreciar uma das mais belas paisagens do estado, tornando-o reconhecido como o principal ponto turístico da região.
Devido as belezas de sua paisagem o Morro recebe inúmeros visitantes, além de ser ponto ideal para a prática de esportes radicais como rapel, escalada e voo livre.
Durante a Revolução Constitucionalista de 1932, o município de Ribeirão Claro recebeu inúmeras tropas vindas do Rio Grande do Sul em direção ao estado de São Paulo.
Devido à sua localização privilegiada, próximo as margens do Rio Itararé e possibilitando uma ampla visão dos arredores paulistas, o Morro do Gavião foi utilizado como um dos principais pontos de observação pelas tropas getulistas.

## Esportes
A cidade já teve representantes no Campeonato Paranaense de Futebol, dentre eles o Ribeirão Claro Futebol Clube.

## Filhos ilustres
- Tirone E. David
- Ivam Cabral
- Oswaldo Giacóia

## Galeria de imagens

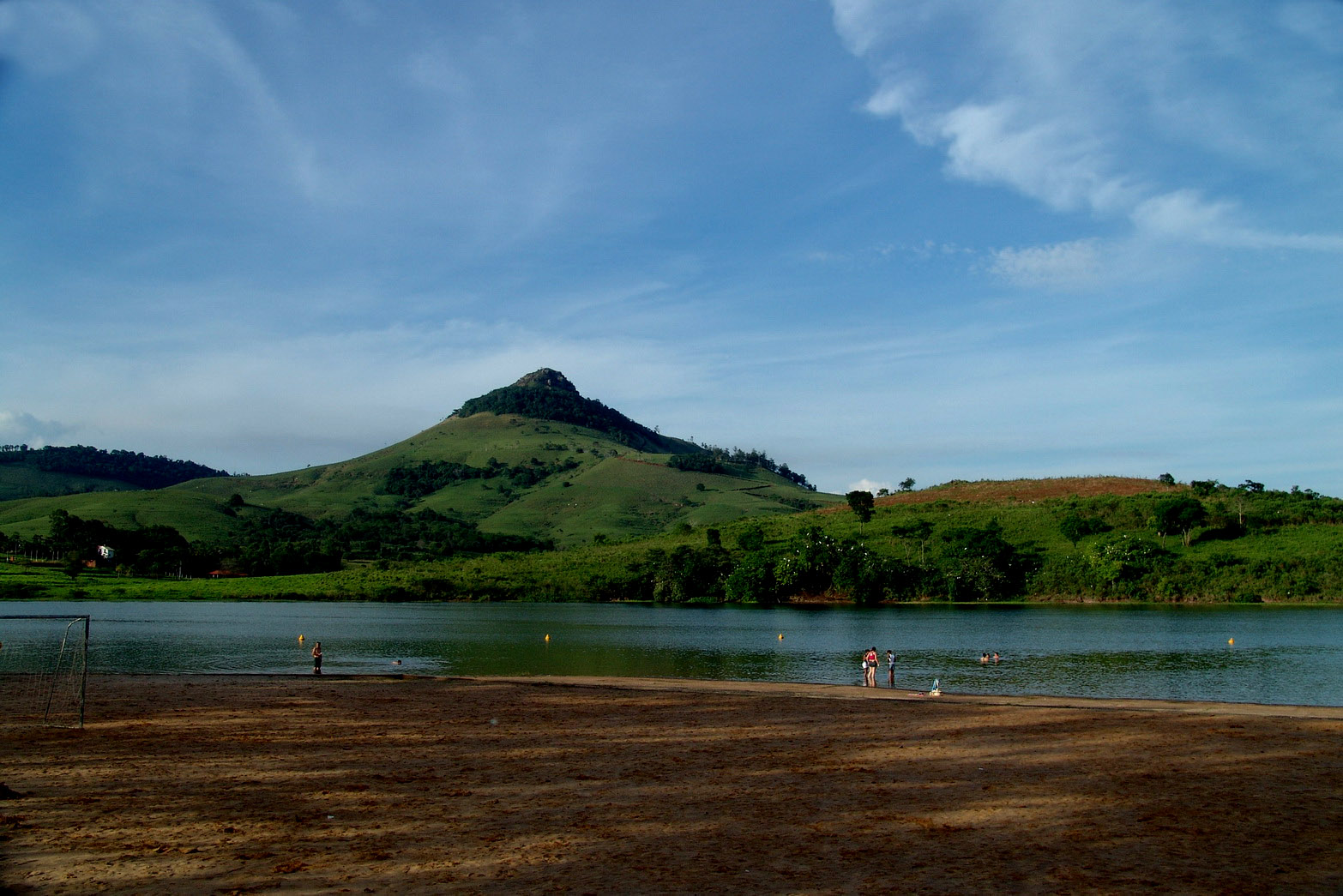
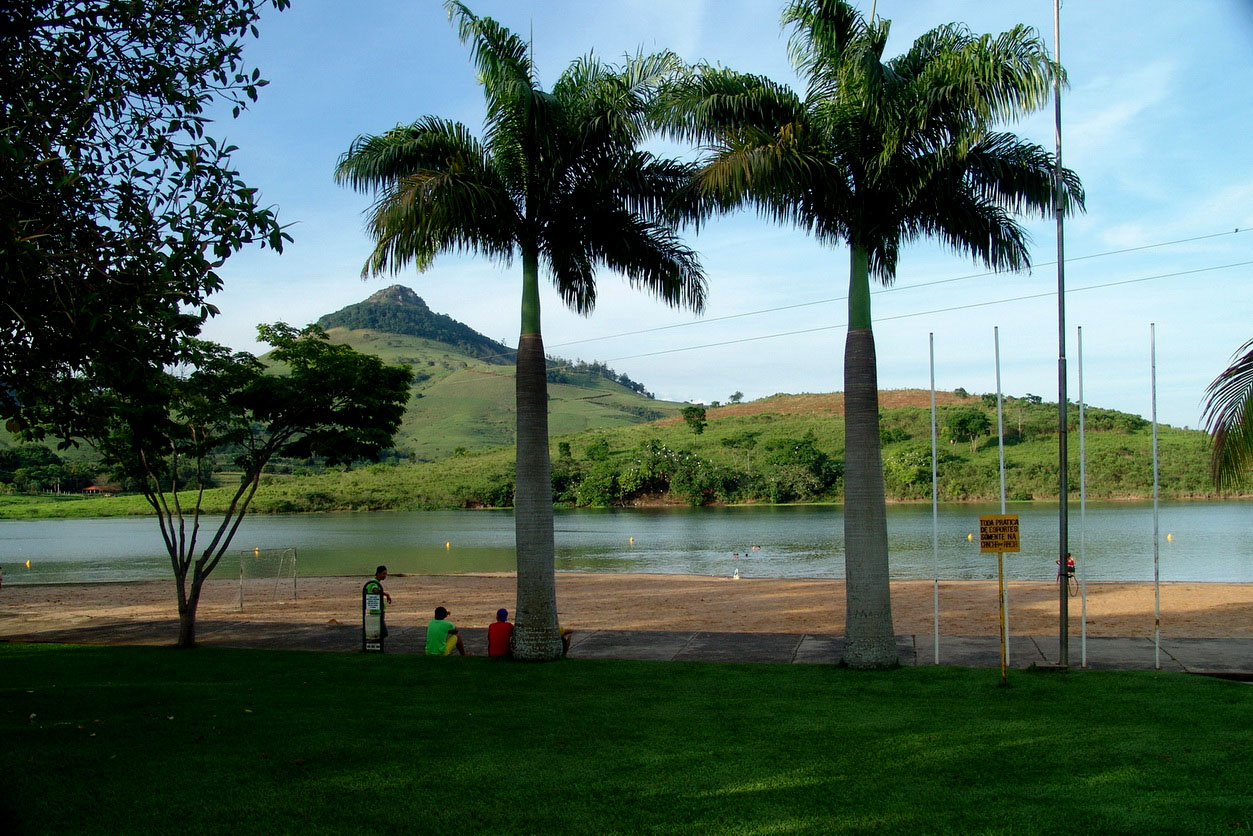
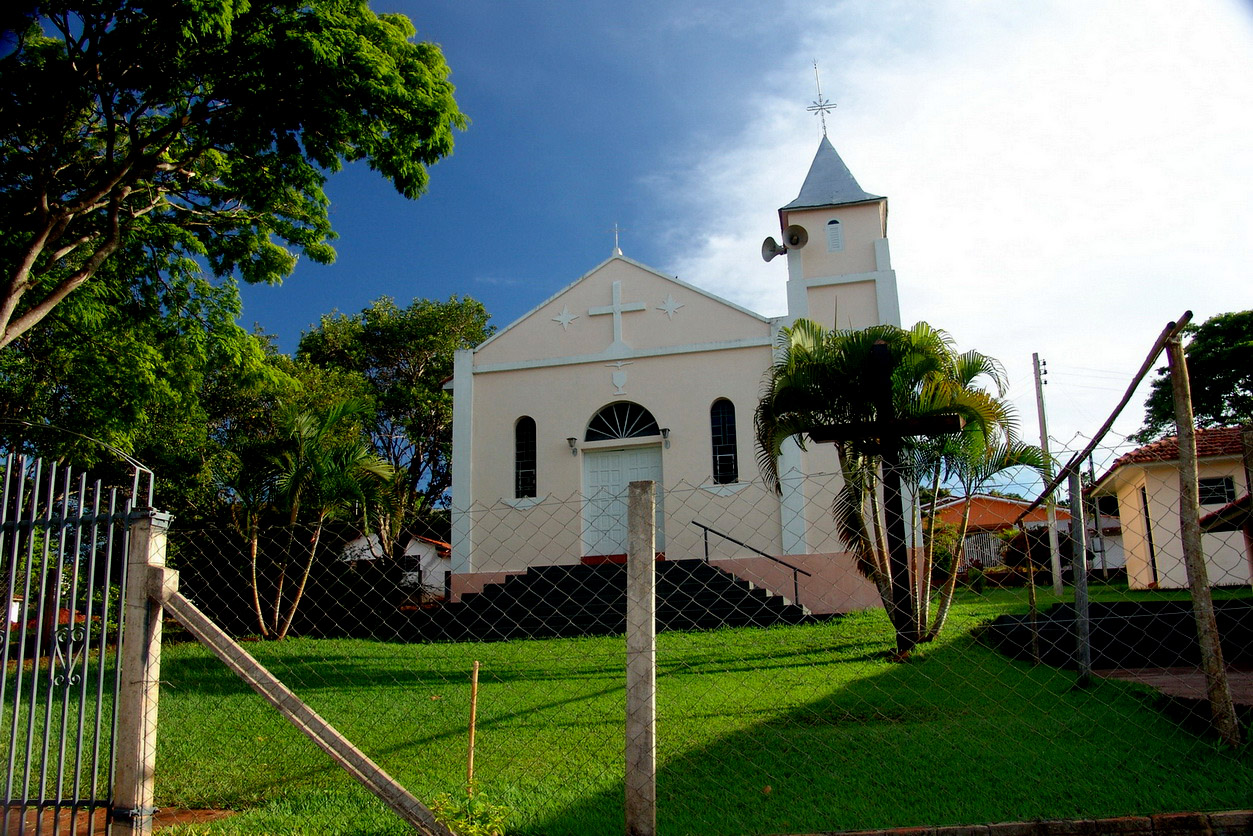
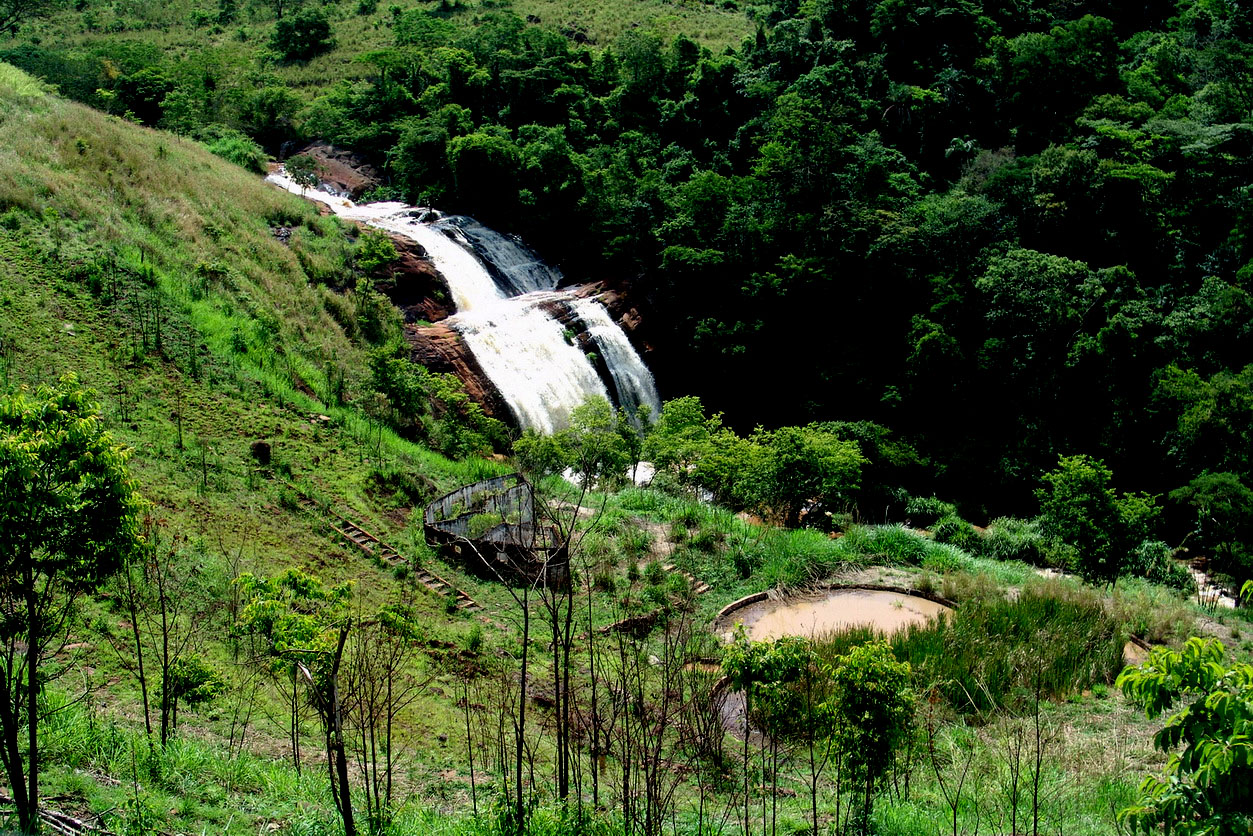
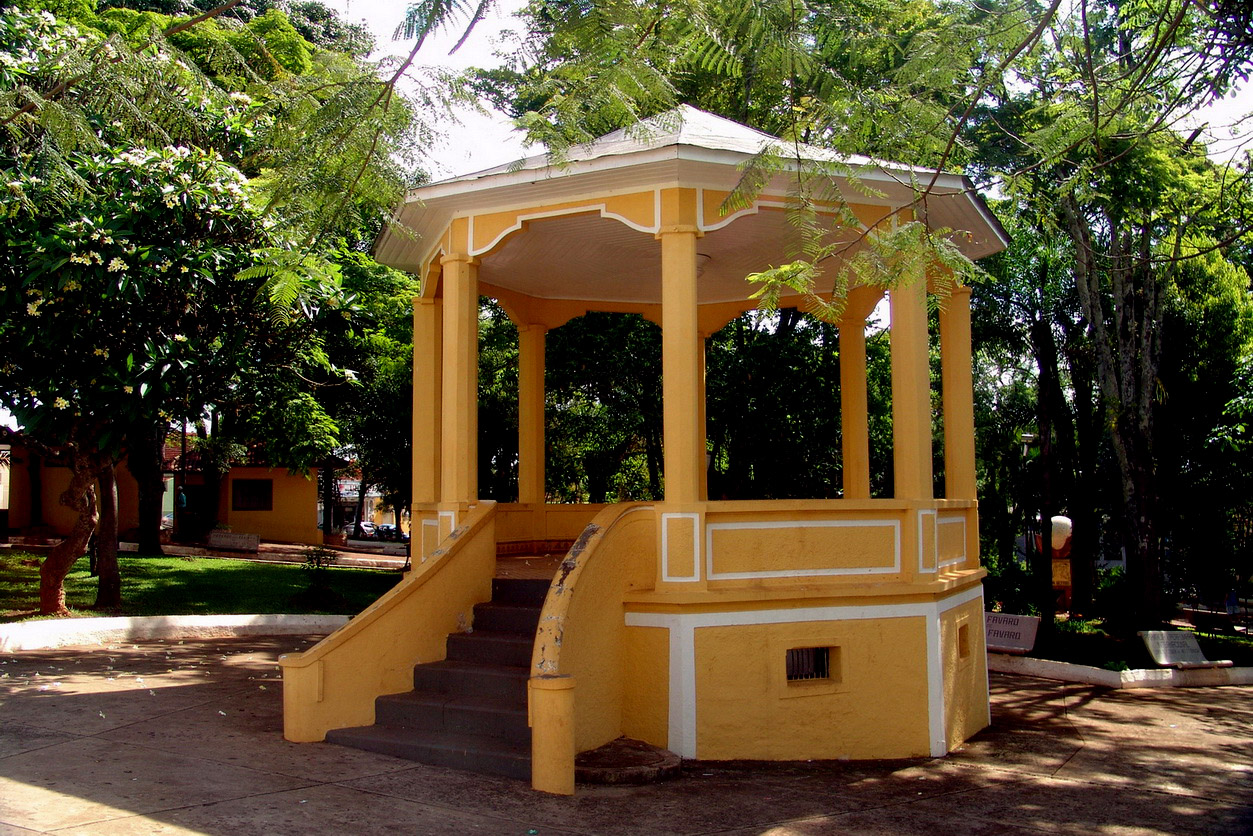
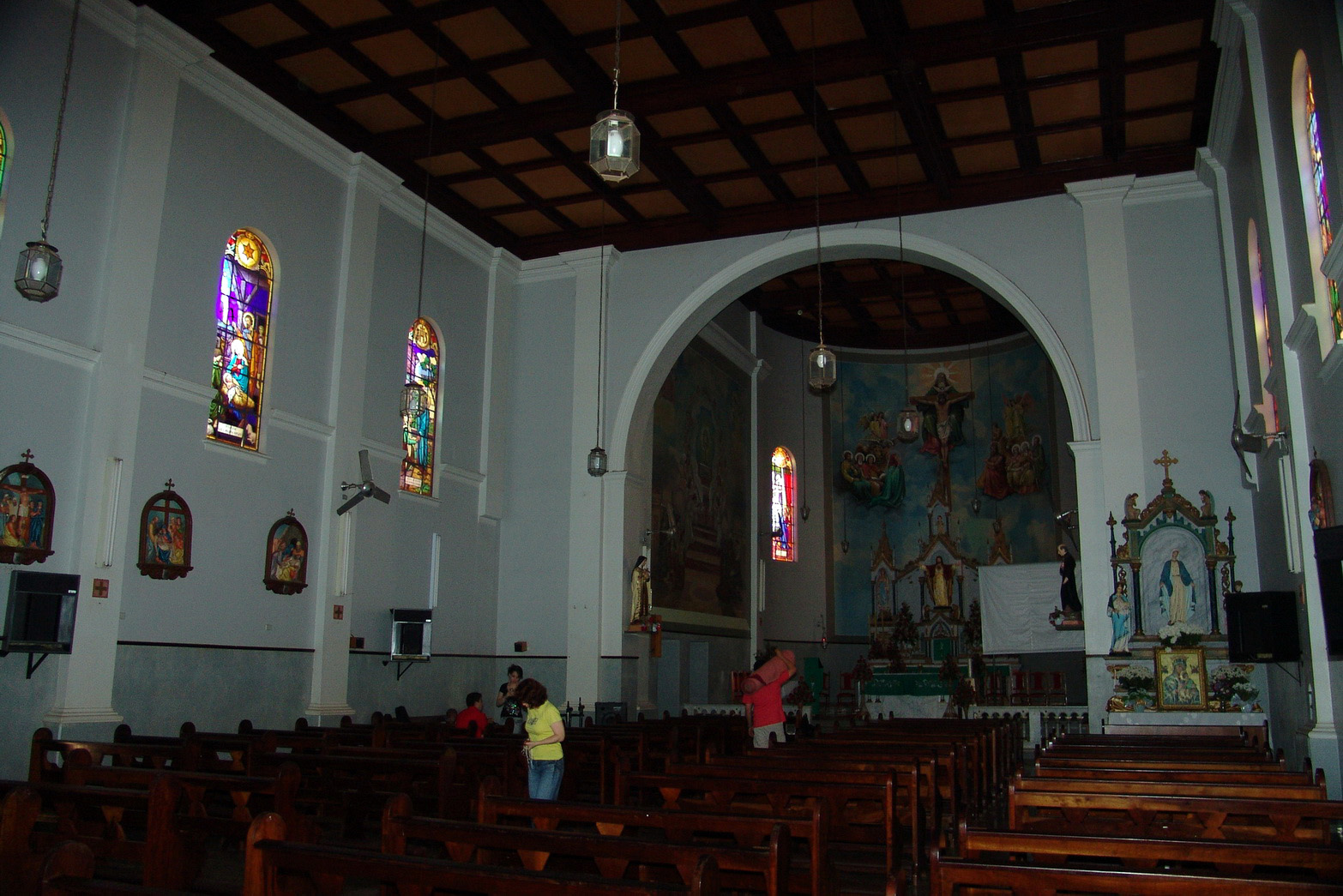
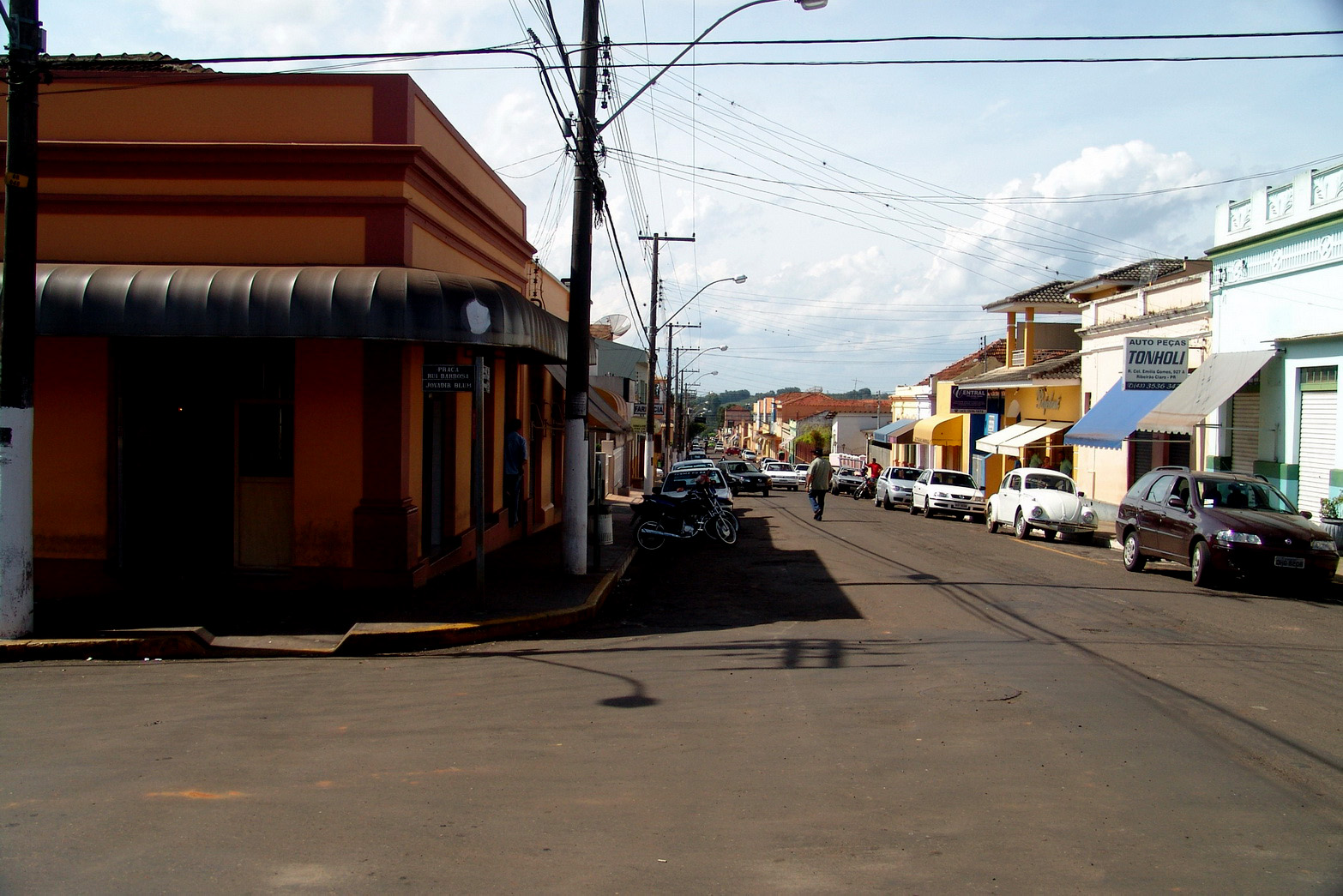
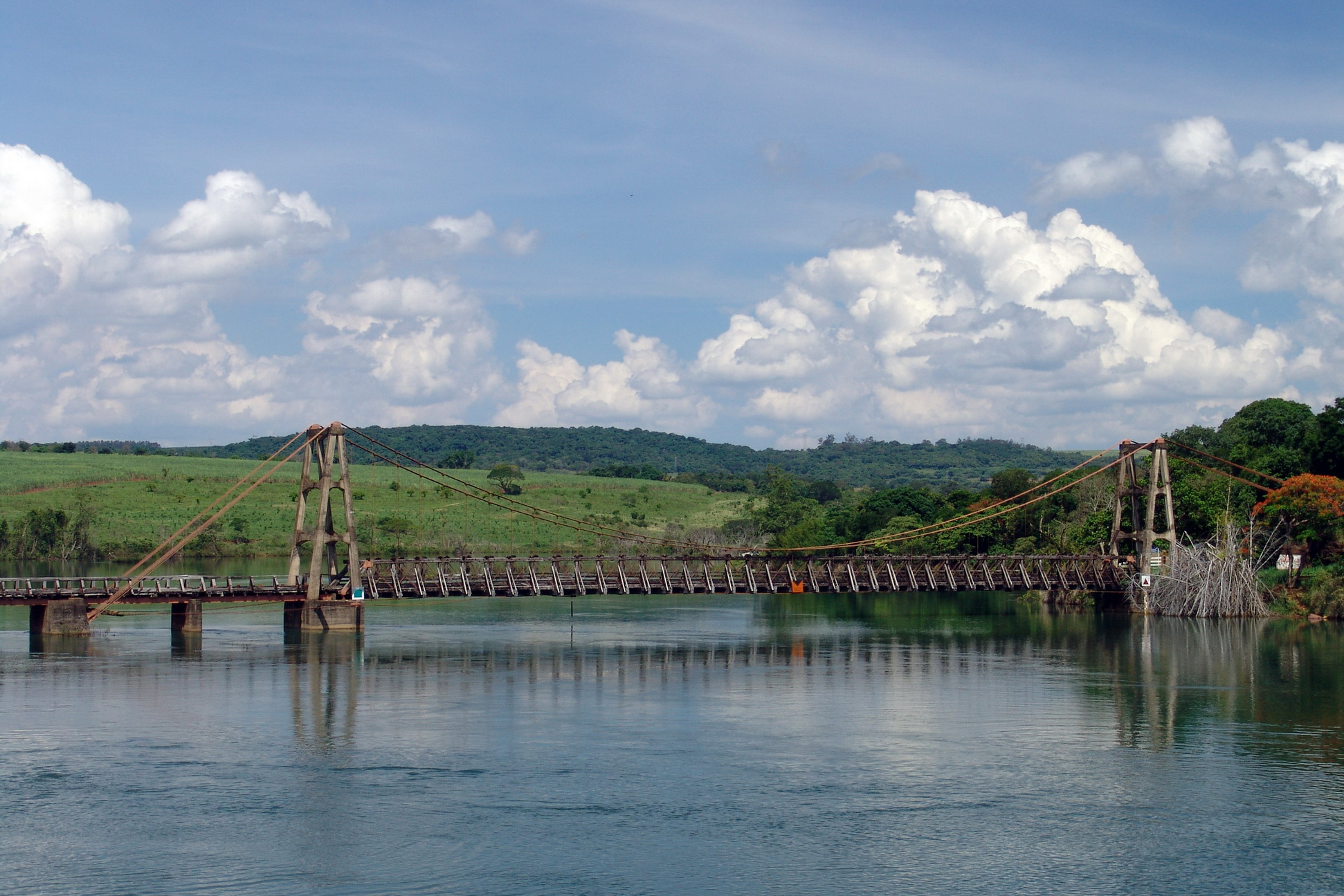
Ponte Pênsil Alves Lima